# رتبة مجند

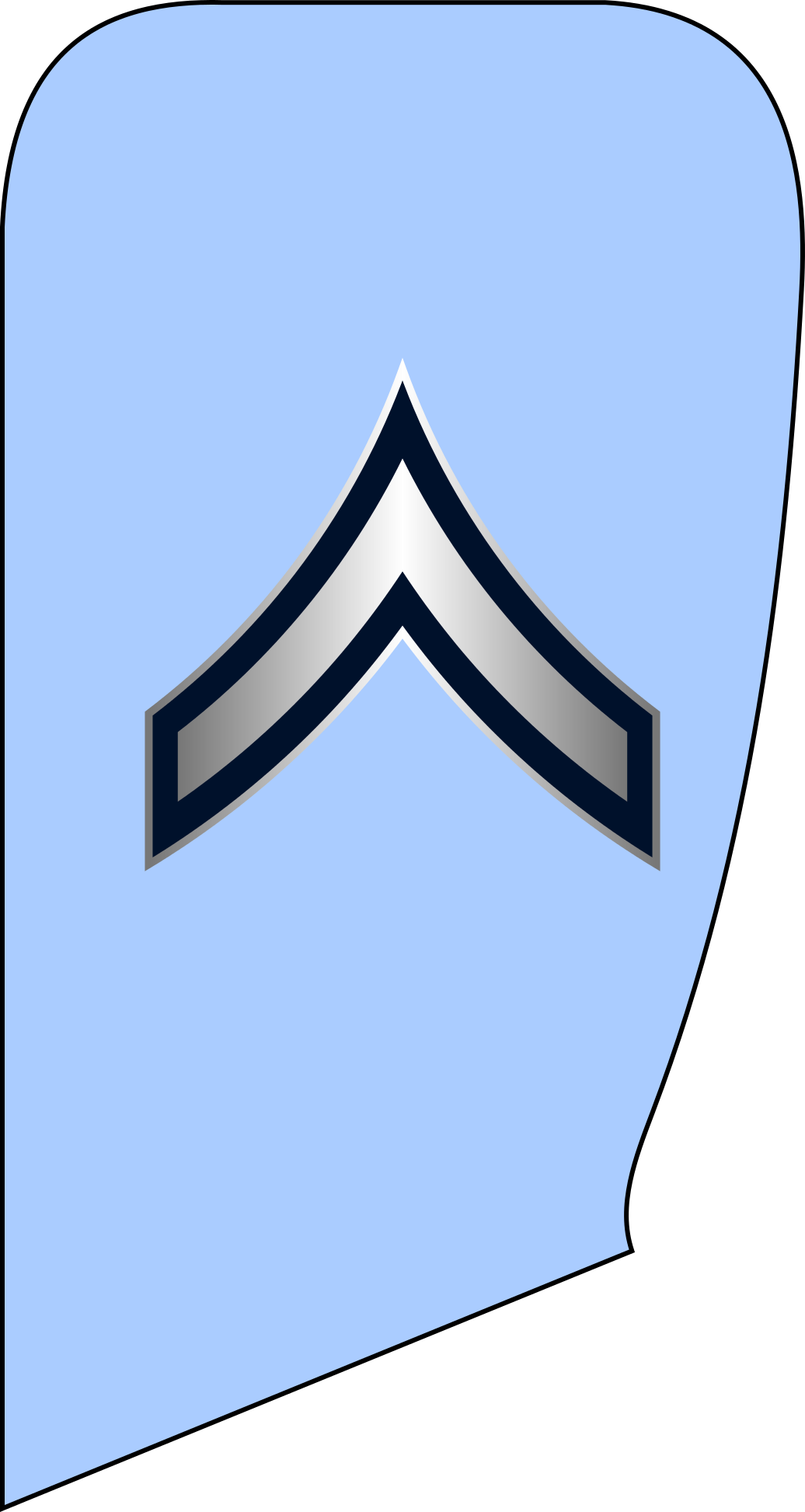

رتبة مجند في بعض فروع القوات المسلحة، تكون أي رتبة أدنى من رتبة ضابط. يمكن أن يكون المصطلح شاملاً لضباط الصف أو المساعدين، باستثناء الاستخدام العسكري للولايات المتحدة حيث يكون ضباط الصف من فئة ضباط منفصلين برتب أعلى من الجنود واقل من رتب الضباط.

## القوات الكندية
في القوات الكندية، يتم استخدام مصطلح ضابط غير مفوض (NCM).

## منظمة حلف شمال الأطلسي
بالنسبة إلى الرتب التي تستخدمها منظمة حلف شمال الأطلسي يتم ترميز الرتب غير المكلفة OR1-OR9 (من الأدنى إلى الأعلى)، أو اختصارًا للرتب الأخرى.